# Người Hoa tại Triều Tiên
Người Triều Tiên gốc Hoa (tiếng Hàn: 한국화교; Hanja: 在韓中國人; Hán-Việt: Tại Hàn Trung Quốc nhân) hay còn gọi là Hoa kiều (華僑). Từ này đề cập đến người Trung Quốc sinh ra và sống ở Bán đảo Triều Tiên gồm có 2 nhà nước độc lập là Đại Hàn Dân quốc và Cộng hòa Dân chủ Nhân dân Triều Tiên.

## Lịch sử
Hầu hết trong số họ là nông dân và quý tộc từ thời nhà Thanh, những người bị buộc phải phục vụ trong nhà Thanh để giúp những người lính làm công việc của họ. Tất cả những người lính trở về bằng thuyền, nhưng họ sống ở Incheon vì đường bị đóng. Mặc dù họ đã tham gia vào thương mại để kiếm sống, họ được chỉ huy bởi sự cướp bóc của nhà Triều Tiên. Có một thời, có 10.000 người Trung Quốc sống ở Incheon. Trong giai đoạn đầu di cư, họ làm thợ cắt tóc, đầu bếp và thợ may, chủ yếu được sử dụng bởi tầng lớp thấp hơn, nhưng ngày nay, họ có nhiều hướng dẫn viên du lịch nhất, và đang làm thuốc thảo dược, thương mại, tạp hóa và thực phẩm. Năm 1950, sau khi chiến tranh Triều Tiên bùng nổ các giáo viên và sinh viên Trung Quốc, các tác nhân chiến tranh tâm lý, hầu hết đang sống ở Hàn Quốc, chịu trách nhiệm đề nghị đầu hàng Trung Quốc.

## Phân bố

### Cộng hòa Dân chủ Nhân dân Triều Tiên
Sau khi Nhật Bản đầu hàng và giải phóng Hàn Quốc khỏi ách thống trị của Nhật Bản, người Trung Quốc sống ở nửa phía bắc của Hàn Quốc đã nhanh chóng thành lập các trường học mới và xây dựng lại nền giáo dục tiếng Trung Quốc, với sự trợ giúp của Đảng Cộng sản Trung Quốc. Vào tháng 4 năm 1949, Ủy ban Hành chính Đông Bắc của Đảng Cộng sản Trung Quốc đã chính thức trao quyền kiểm soát các trường này cho chính phủ Bắc Triều Tiên, bắt đầu một số nỗ lực để tích hợp chúng vào hệ thống giáo dục quốc gia Hỗ trợ tài chính sớm từ chính phủ Bắc Triều Tiên thực sự đã giúp duy trì và mở rộng giáo dục Trung Quốc; các trường vẫn tiếp tục hoạt động ngay cả trong Chiến tranh Triều Tiên, và kỷ nguyên sau khi chấm dứt chiến sự cho đến khoảng năm 1966 được mô tả là "kỷ nguyên vàng" đối với các trường học. Sau thời gian đó, chính phủ Bắc Triều Tiên bắt đầu theo đuổi chính sách cải cách và bản địa hóa đối với các trường học. Tuy nhiên, vào cuối những năm 1990, vẫn còn bốn trường trung học cơ sở theo chương trình CHND Trung Hoa. Một số sinh viên tốt nghiệp của họ vào các trường đại học CHND Trung Hoa; ví dụ, Đại học Tế Nam tại Quảng Châu có hơn 100 sinh viên Hoa kiều từ Bắc Triều Tiên tính đến năm 2002. Đại học Diên Biên ở Châu tự trị dân tộc Triều Tiên Diên Biên của Trung Quốc cũng bắt đầu cung cấp các chương trình đào tạo cho giáo viên ở các trường Trung Quốc ở nước ngoài ở Bắc Triều Tiên bắt đầu từ năm 2002; 38 sinh viên từ lớp đầu tiên của họ tốt nghiệp vào năm 2005.
Là công dân nước ngoài, người dân Trung Quốc của Bắc Triều Tiên không đủ điều kiện tham gia Đảng Công nhân Triều Tiên cầm quyền hoặc thăng tiến trong quân đội hoặc bộ máy quan liêu dân sự. Mặt khác, họ được phép có một số quyền tự do lớn hơn, chẳng hạn như quyền sở hữu một đài phát thanh không được niêm phong để chỉ cho phép điều chỉnh các đài Bắc Triều Tiên (miễn là họ không nghe các đài nước ngoài trước sự hiện diện của Bắc Triều Tiên). Quan trọng hơn, kể từ khoảng năm 1980, họ được phép ra nước ngoài và tham gia vào hoạt động kinh doanh xuất nhập khẩu quan trọng và có lợi nhuận. Sau khi chính phủ Trung Quốc ra mắt ủng hộ Nghị quyết 1874 của Hội đồng Bảo an Liên Hợp Quốc vào tháng 6 năm 2009, trong đó áp đặt các lệnh trừng phạt ở Bắc Triều Tiên, đã có báo cáo rằng sự giám sát và đàn áp cư dân Trung Quốc của Nhà nước miền Bắc Triều Tiên đã tăng lên. Một cư dân gốc Trung Quốc bị Bình Nhưỡng cáo buộc là gián điệp.
Dân số của công dân CHND Trung Hoa ở Miền Bắc Triều Tiên được chính quyền sở tại ước tính là 14.351 người (trong 3.778 hộ gia đình) vào năm 1958, thu hẹp lại chỉ còn 6.000 vào năm 1980, khi họ được chính phủ Bắc Triều Tiên khuyến khích rời khỏi Trung Quốc trong những năm 1960 và 70. Ước tính gần đây về dân số của họ khác nhau. Chính thức của Trung Quốc Tân Hoa Xã công bố một con số 4.000 người Trung Quốc ở nước ngoài và 100 sinh viên quốc tế vào năm 2008. Chosun Ilbo một tờ báo của Hàn Quốc, đã ước tính cao hơn 10.000 người vào năm 2009. Họ sống chủ yếu ở Bình Nhưỡng và ở các khu vực gần biên giới Trung Quốc.

### Hàn Quốc
Trước và trong Chiến tranh Triều Tiên, nhiều người Trung Quốc cư trú ở nửa phía bắc của bán đảo Triều Tiên đã di cư đến nửa phía nam. Sau khi chia cắt Triều Tiên, dân số Trung Quốc tại Hàn Quốc sẽ ổn định trong một thời gian; tuy nhiên, khi Park Chung Hee lên nắm quyền trong cuộc đảo chính vào ngày 16 tháng 5 năm 1961, ông bắt đầu thực hiện cải cách tiền tệ và hạn chế tài sản gây tổn hại nghiêm trọng đến lợi ích của cộng đồng Trung Quốc, thúc đẩy một cuộc di cư. Incheon từng có dân số Trung Quốc lớn nhất tại Hàn Quốc, nhưng khi tốc độ di cư tăng lên, số lượng giảm dần. Ước tính chỉ còn 26.700 cộng đồng người Hoa cũ ở Hàn Quốc; họ phần lớn giữ quốc tịch Trung Hoa Dân Quốc.
Tuy nhiên, trong những năm gần đây, nhập cư từ Trung Quốc đại lục đã tăng lên; 696.861 người có quốc tịch Trung Quốc đã di cư đến Hàn Quốc, khiến họ trở thành 55,1% trong tổng số 1.139.283 công dân nước ngoài sống ở Hàn Quốc. Trong số đó có 488.100 người gốc Hàn Quốc (70% công dân CHND Trung Hoa ở Hàn Quốc và 40% tổng số công dân nước ngoài) và 208.761 người dân tộc khác. Hầu hết những cư dân mới này sống ở Seoul và môi trường xung quanh.
Có một trường tiểu học nói tiếng Trung Quốc ở Myeong dong, cũng như một trường trung học ở Seodaemun-gu.

## Tôn giáo

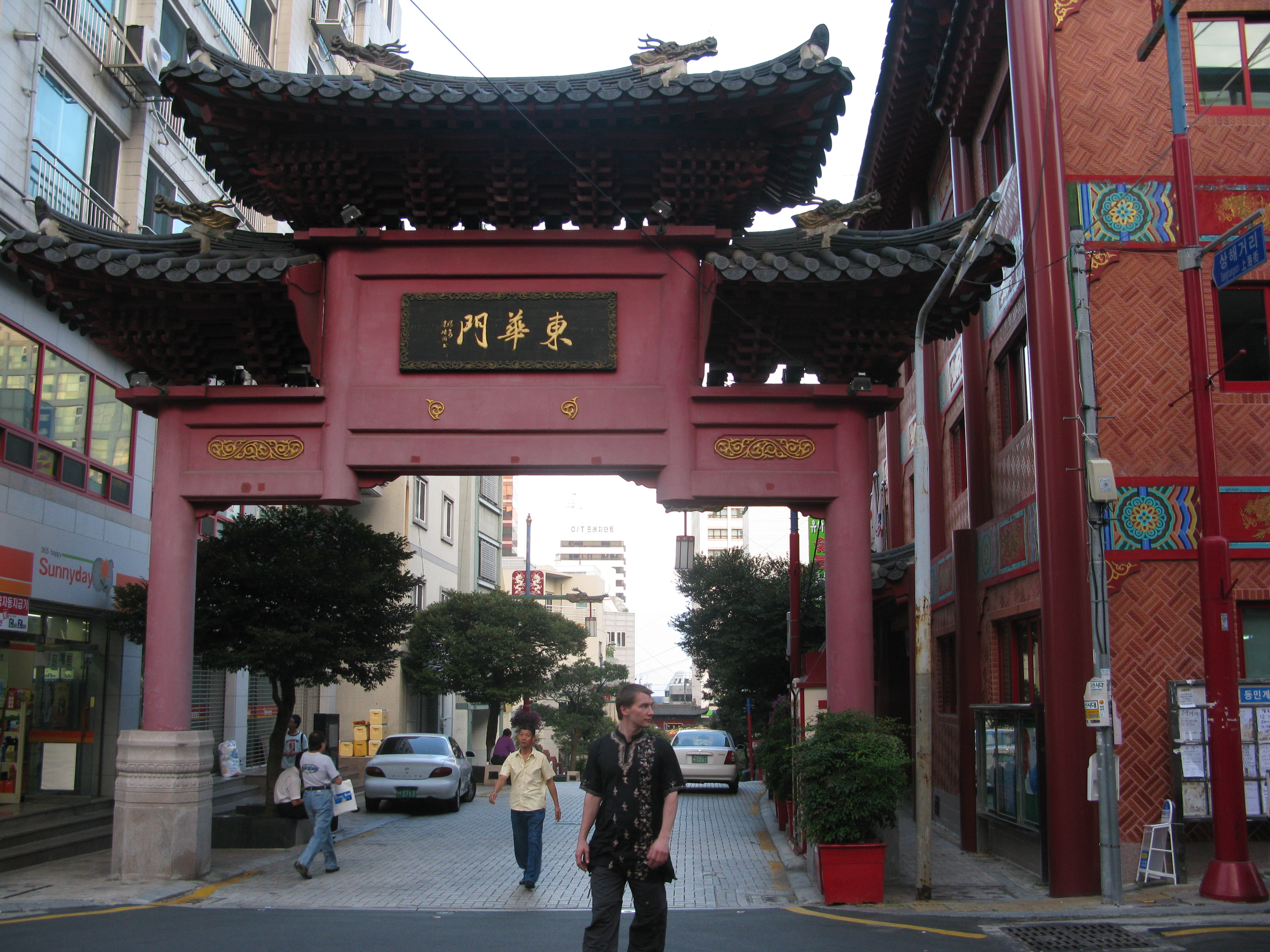
Cổng Mai Phường ở Busan ở phố người Hoa, nằm ở Choryang-dong, Khu Đông.

Nó đã được ghi nhận rằng hầu hết người Hoa tại Hàn Quốc là tín ngưỡng dân gian Trung Hoa, Phật giáo và Đạo giáo. Người Trung Quốc đã thành lập một số ngôi đền dân gian dành riêng cho các vị thần khác nhau, nơi cung cấp các mạng lưới liên kết trở lại Trung Quốc đại lục hoặc Đài Loan. Mặt khác, không có chùa Phật giáo và Đạo giáo chính thức của Trung Quốc tại Hàn Quốc. Phật giáo Trung Quốc tham dự các ngôi chùa của Phật giáo Hàn Quốc. Nhiều người Hoa đều theo đạo Yiguandao, một phong trào tôn giáo bắt nguồn từ tín ngưỡng dân gian Trung Hoa. Từ những năm 1990, Kitô giáo đã có một số sự xâm nhập giữa người Trung Quốc của Hàn Quốc, với ít nhất một nhà thờ nói tiếng Trung Quốc được thành lập bởi một mục sư từ Đài Loan. Công giáo Trung Quốc tham dự các nhà thờ Công giáo Hàn Quốc.

## Nhân vật nổi tiếng

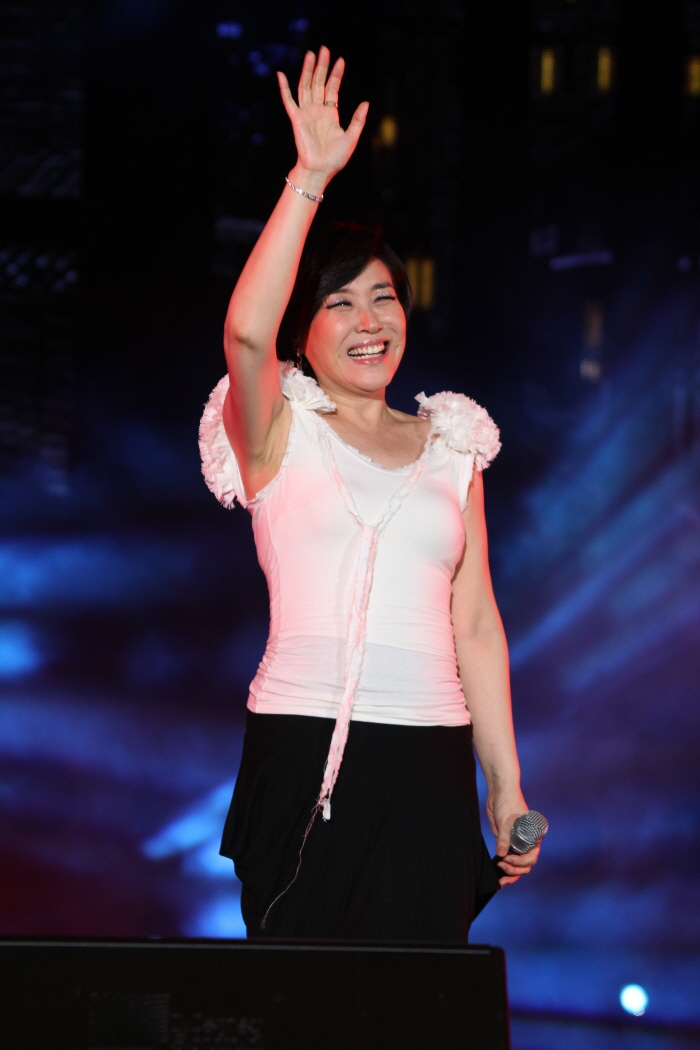
Joo Hyun Mi, ca sĩ.
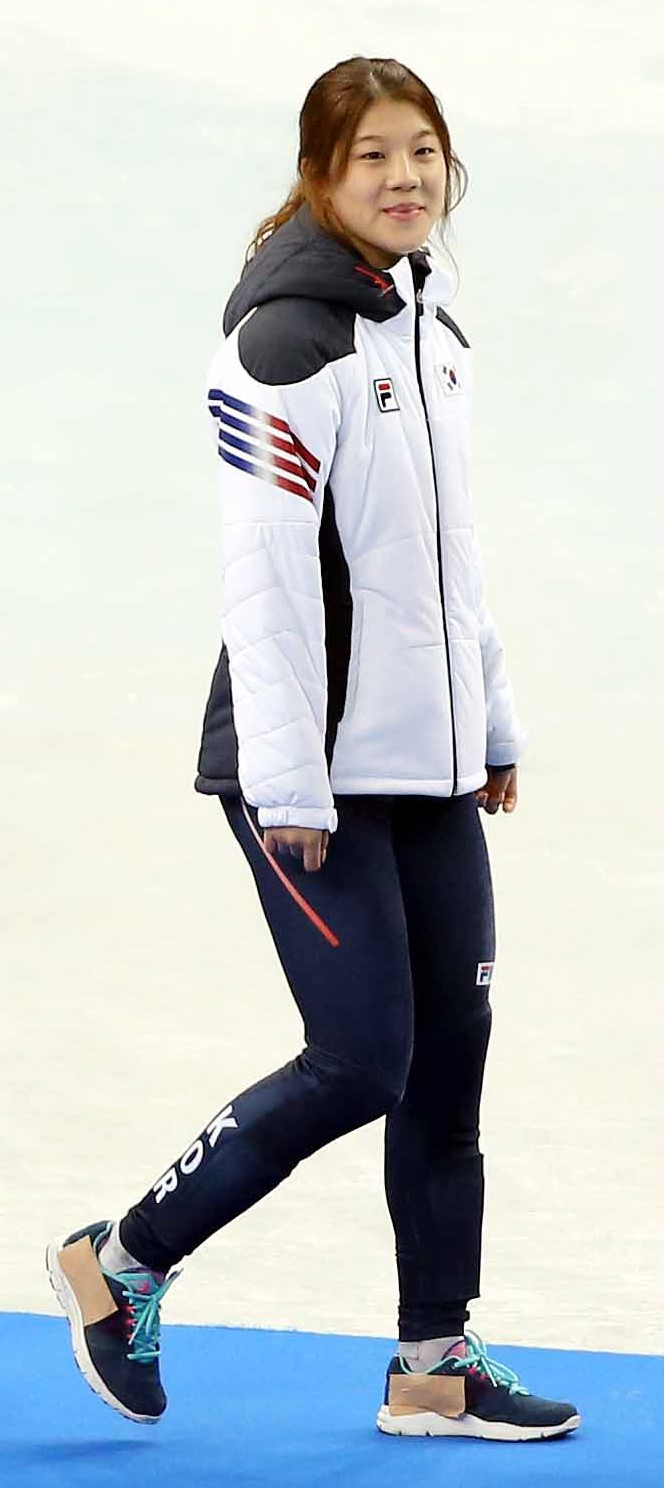
Kong Sang Jeong, trượt băng tốc độ cự ly ngắn.
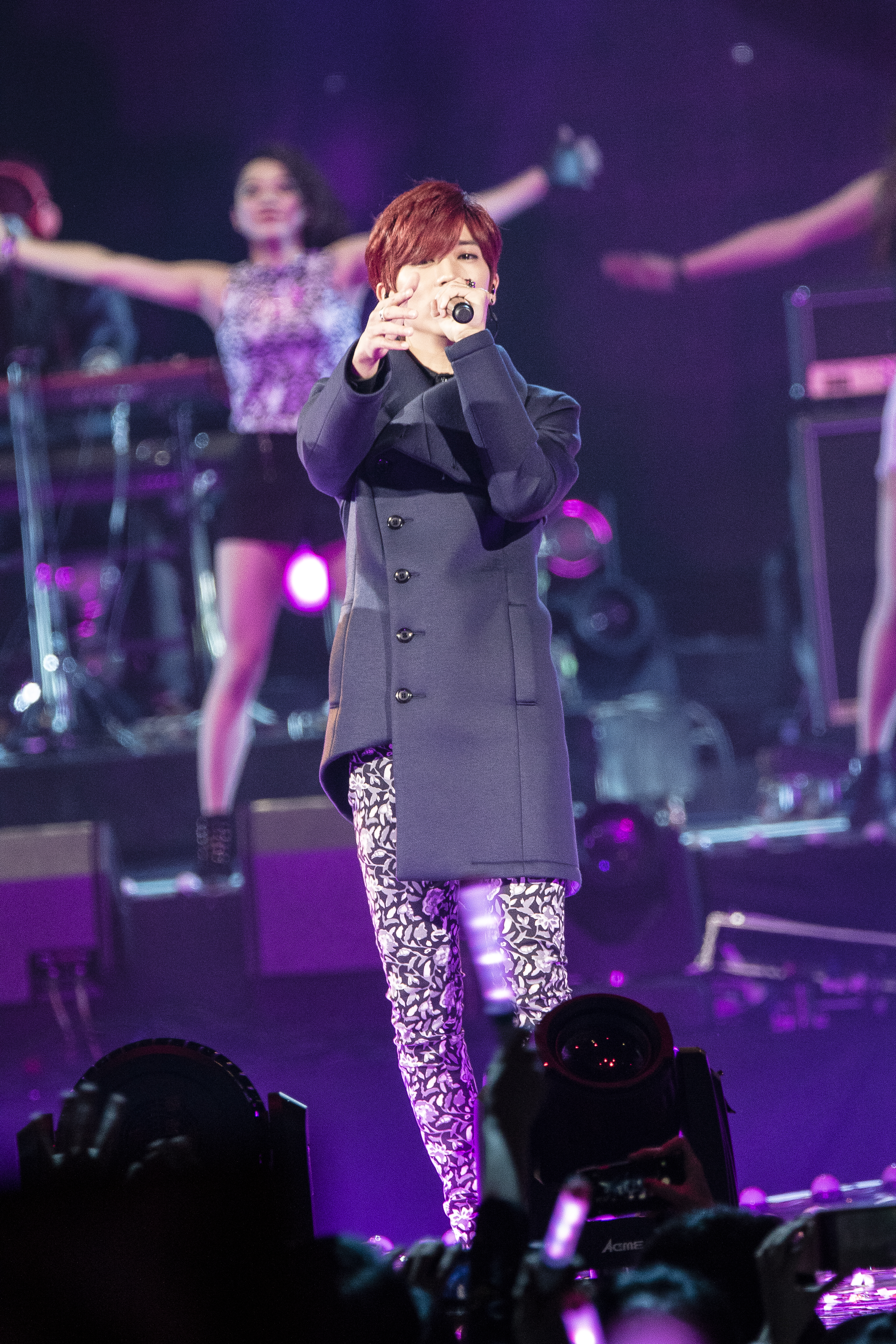
Bii